# كينيث أ. جاكسون
كينيث أ. جاكسون (بالإنجليزية: Kenneth A. Jackson)‏ هو شخصية أعمال أمريكي، ولد في 1957.